# Tetsuya Katō (Fußballspieler)
Tetsuya Katō (japanisch 加藤 徹也 Katō Tetsuya; * 13. März 1996 in der Präfektur Fukushima) ist ein japanischer Fußballspieler.

## Karriere
Tetsuya Katō erlernte das Fußballspielen in der Schulmannschaft der Seiwa Gakuen High School Yakushido sowie in der Mannschaft des Biwako Seikei Sport College. Seinen ersten Vertrag unterschrieb er am 9. Februar 2018 beim Nara Club. Der Verein aus Nara spielte in der vierten Liga, der Japan Football League. 2022 wurde er mit Nara Meister und stieg in die dritte Liga auf. Nach insgesamt 145 Ligaspielen wechselte er im Januar 2024 nach Imabari zum Drittligisten FC Imabari. Am Ende der Saison 2024 wurde er mit Imabari Vizemeister der dritten Liga und stieg somit in die zweite Liga auf.

## Erfolge
Nara Club
- Japanischer Viertligameister: 2022  ▲

FC Imabari
- Japanischer Drittligavizemeister: 2024  ▲